# Donkey Kong Jr.
Donkey Kong Jr. (ドンキーコングJR, Donkī Kongu Junia), grafado como Donkey Kong Junior na América do Norte, é um jogo eletrônico de plataforma desenvolvido pela Nintendo Research & Development 1 e publicado pela Nintendo. É uma sequência de Donkey Kong de 1981 e foi lançado inicialmente para arcades em agosto de 1982, sendo depois convertido para diversos consoles caseiros no decorrer da década de 1980. A história segue Donkey Kong Jr. em suas tentativas de resgatar seu pai Donkey Kong, que foi aprisionado em uma jaula por Mario; esta é a única aparição do personagem como antagonista.